# Eckhart Tolle
Eckhart Tolle (Lünen, 16 de febrero de 1948) es un guía espiritual y escritor alemán, reconocido por títulos como El poder del Ahora y Una nueva Tierra. En 2008 un escritor del New York Times lo calificó como "el autor espiritual más popular del país", al igual que la Watkins Review de Londres en 2011. Reside en Vancouver (Canadá) con su mujer, Kim Eng.

## Biografía
Su nombre de pila es Ulrich Tolle y nació en Alemania. Vivió con su padre en Alicante (España) desde los 13 años (en 1961) hasta que se trasladó a Inglaterra a los 20 años. No recibió una educación formal a partir de los 13 años, aunque sí recibió cursos de idiomas y otras materias. Acudió a la escuela nocturna para cumplir los requisitos de admisión para entrar en las universidades inglesas. Estudió en las Universidad de Londres y de Cambridge[cita requerida]. Una noche, no mucho después de cumplir veintinueve años y tras pasar por un periodo de ansiedad salpicada de depresión suicida, dice recibir una revelación que hizo que su mente hiciera una pausa: "No puedo seguir viviendo conmigo mismo". Esto dio lugar a una pregunta, "Si no puedo vivir conmigo mismo, debe haber dos: el yo, y el mí mismo con el que yo no puedo vivir. Quizá, pensé, sólo uno de los dos es real". En ese momento, Tolle experimentó una transformación espiritual (descrita en su primer libro) que marcó el principio de su labor como consejero y maestro espiritual.Desde 1996 Tolle vive en Vancouver, Columbia Británica, Canadá.

## Enseñanzas
Tolle afirma haber experimentado un despertar espiritual a los 29 años, después de padecer largos periodos de depresión, y estando a punto del suicidio. Tras la "iluminación", abandonó su tesis doctoral en la Universidad de Londres, y sin empleo durmió bastantes noches en los bancos de Hampstead Heath. Pasó varios años de «vagabundo» y viviendo sólo de sus ahorros, en un estado de profunda «paz interior» e «intenso gozo», antes de convertirse en «maestro espiritual»; tras lo cual se mudó a Canadá. Su libro El Poder del Ahora enfatiza la importancia de ser consciente del momento presente para no perderse en los pensamientos. En su opinión, el presente es la puerta de acceso a una elevada sensación de paz. Afirma que "Ser Ahora" conlleva una conciencia que está más allá de la mente, una conciencia que ayuda a trascender el "cuerpo del dolor" que es creado por la identificación con la mente y el ego. Su último libro, "Una Nueva Tierra", cuyo título de la edición original en inglés es "A New Earth" y cuya edición en España se llama "Un nuevo mundo, ahora", explora la estructura del ego humano y cómo éste actúa para distraer a la gente de su experiencia presente en el mundo. También ha escrito "El silencio habla" y "Practicando el poder del ahora".

## Influencias
Tolle no está alineado con ninguna religión o tradición en particular. Sin embargo, en el libro Diálogos con maestros espirituales emergentes, de John W. Parker, Tolle ha hablado de una fuerte conexión con Jiddu Krishnamurti y Ramana Maharshi, y afirma que sus enseñanzas son una síntesis de las enseñanzas de estos dos maestros. Además, sostiene que escuchando y hablando con Barry Long, comprendió las cosas más profundamente. Las influencias a las que se hace referencia en El poder del ahora son los escritos de Meister Eckhart, Advaita Vedanta, Un curso de milagros, el sufismo y la poesía de Rumi, así como la escuela Rinzai de Budismo Zen. El libro también interpreta frases de Jesús recogidas en la Biblia.

## Libros
1997 - El poder del ahora
2001 - Practicando el poder del ahora
2003 - El silencio habla
2005 - Un nuevo mundo, ahora. Encuentra el propósito de tu vida
2007 - Eckhart Tolle en Barcelona. Nueva conciencia
2008 - El secreto de Milton (infantil)
2008 - Todos los seres vivos somos uno
2009 - Los guardianes del ser (picture book)
2013 - En unidad con la vida